# Amalia de Hesse-Darmstadt

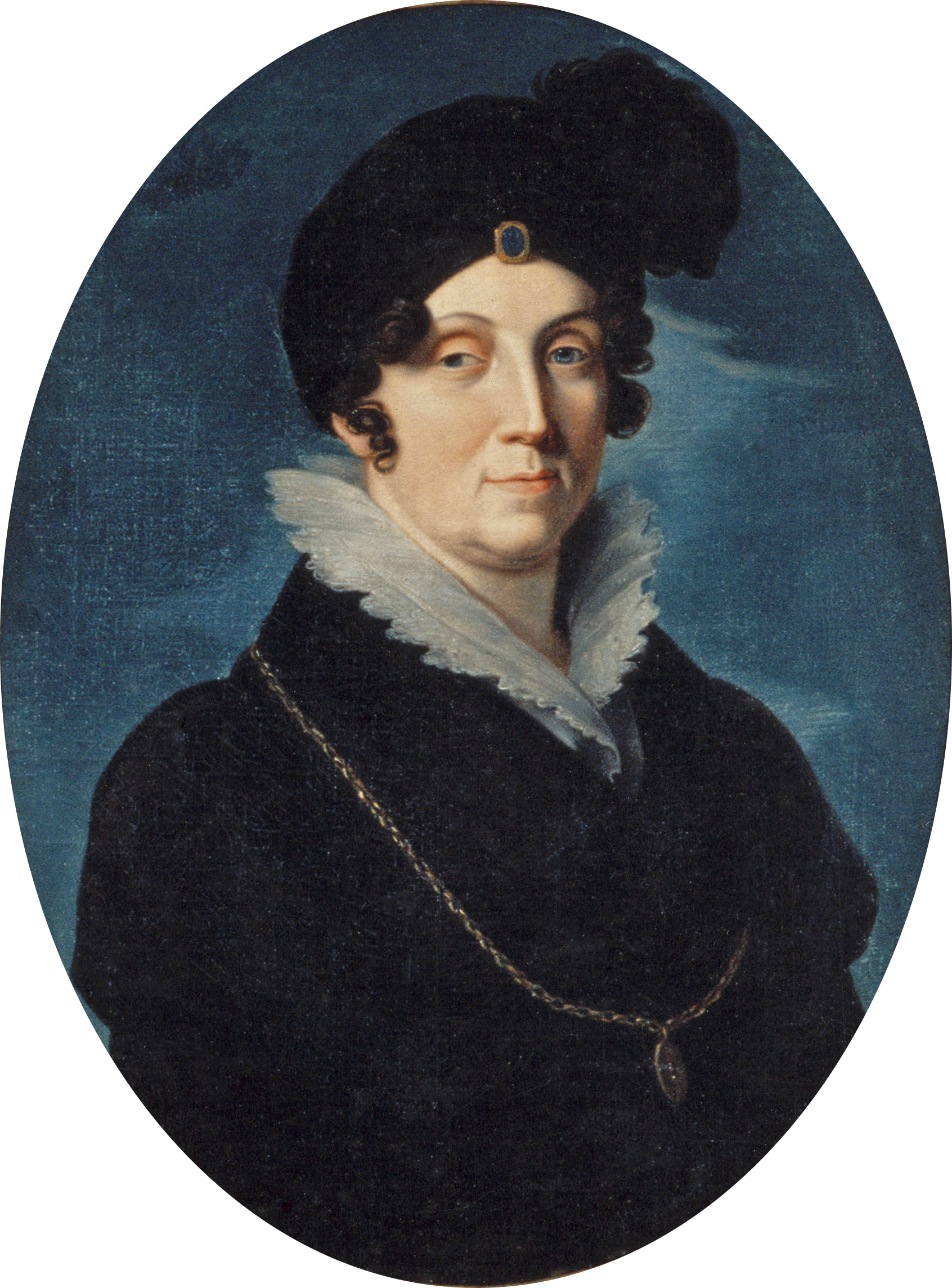
Amalia de Hesse-Darmstadt en 1811.

Amalia de Hesse-Darmstadt (Prenzlau, 20 de junio de 1754 - Bruchsal, 21 de junio de 1832) fue hija del landgrave Luis IX de Hesse-Darmstadt y de la condesa palatina Carolina de Zweibrücken-Birkenfeld.

## Biografía
Amalia de Hesse-Darmstadt nació en Prenzlau, donde su padre había sido destinado en el servicio de Prusia, y fue criada por su madre, apodada la gran landgravina, en la ciudad de Bouxwiller. Fue llevada a San Petersburgo en 1772 con su madre y sus hermanas, Guillermina y Luisa, para visitar la corte de Rusia como una de las candidatas para un matrimonio con el príncipe heredero Pablo de Rusia. Pablo, sin embargo, eligió a su hermana Guillermina.

## Matrimonio y descendencia
Amalia se casó con su primo hermano Carlos Luis, príncipe heredero de Baden, el 15 de julio de 1774. Él era hijo del margrave Carlos Federico I de Baden (quien en 1806, tras la muerte de su padre, se convirtió en el primer gran duque de Baden) y de Carolina Luisa de Hesse-Darmstadt, hija de Luis VIII de Hesse-Darmstadt.
Amalia Federica ha pasado a la historia como "la suegra de Europa" por haber ejercido de forma inteligente, a través de sus hijos, una influencia principal en las cortes principescas en que se casaron. Tuvieron ocho hijos:
1. Catalina Amalia Cristiana Luisa (13 de julio de 1776-26 de octubre de 1823), gemela de Carolina.
2. Federica Carolina Guillermina (13 de julio de 1776-13 de noviembre de 1841), contrajo matrimonio el 9 de marzo de 1797 con el entonces conde palatino Maximiliano de Zweibrücken (27 de mayo de 1756-13 de octubre de 1825) como su segunda esposa (y se convirtió en abuela materna de la emperatriz Sissi y de su marido, Francisco José I de Austria). En 1799, su marido se convirtió en elector palatino y elector de Baviera, y en 1804 en el rey de Baviera (sus títulos en consecuencia fueron duquesa, electora, y luego reina).
3. Luisa María Augusta (24 de enero de 1779-16 de mayo de 1826), contrajo matrimonio el 9 de octubre de 1793 con el zar Alejandro I de Rusia (23 de diciembre de 1777-1 de diciembre de 1825).
4. Federica Dorotea Guillermina (12 de marzo de 1781-25 de septiembre de 1826), contrajo matrimonio el 31 de octubre de 1797 con el rey Gustavo IV Adolfo de Suecia. La pareja se divorció en 1812.
5. María Isabel Guillermina (7 de septiembre de 1782-29 de abril de 1808), se casó el 1 de noviembre de 1802 con el duque Federico Guillermo de Brunswick (9 de octubre de 1771-16 de junio de 1815).
6. Carlos Federico (13 de septiembre de 1784-1 de marzo de 1785).
7. Carlos (Karlsruhe, 8 de junio de 1786-Rastatt, 8 de diciembre de 1818), el futuro segundo gran duque de Baden. Se casó el 8 de abril de 1806 con Estefanía de Beauharnais (28 de agosto de 1789-29 de enero de 1860).
8. Guillermina Luisa (10 de septiembre de 1788-27 de enero de 1836), se casó el 19 de junio de 1804 con su primo hermano, el gran duque Luis II de Hesse-Darmstadt (26 de diciembre de 1777 a 16 de junio de 1848) y fue bisabuela del zar Nicolás II de Rusia y de su esposa, Alejandra Fiódorovna Románova (Alix de Hesse).

En un primer momento, Amalia se encontraba incómoda en su nuevo hogar. La relación con su suegra, que al mismo tiempo era su tía, no era muy buena. Durante su matrimonio, Amalia se quejó de la frialdad de su suegro y el comportamiento infantil de su marido. También extrañaba el esplendor y dignidad que había llegado a conocer de las cortes prusiana y rusa. Ella sirvió ceremoniosamente como la primera dama de la corte desde la muerte de su suegra en 1783 hasta el matrimonio de su hijo, Carlos II de Baden, con Estefanía de Beauharnais en 1806. 
En 1801, la margravina y su esposo visitaron a su hija, Luisa, en Rusia, y después a su segunda hija, la reina de Suecia, Federica, en septiembre de 1801. Durante una visita a la corte sueca, Amalia fue descrita como una mujer ingeniosa, inteligente, leal y totalmente dominante de su marido. La pareja visitó el Palacio de Drottningholm y Gripsholm. Durante este período, Amalia se convirtió en una gran amiga de la duquesa Carlota de Holstein-Gottorp, que no era del agrado del rey, su yerno, y reprendió a su hija sobre sus modales rígidos y poco amistosas en público. Su marido murió en Suecia debido a un accidente, y esto hizo que la viuda se quedara con su familia en Suecia hasta mayo de 1802.

## Últimos años

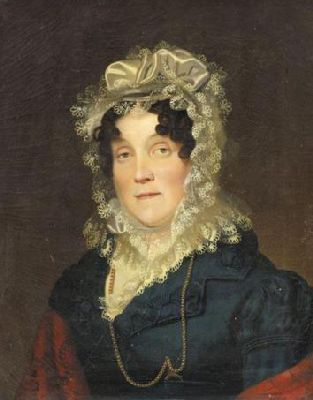
Amalia por Franz Seraph Stirnbrand.

Poco antes de su partida, Amalia se introdujo en la sociedad secreta dirigida por Adolf Boheman, quien afirmaba que se había formado como una rama de la masonería. Durante su visita a Rusia y Suecia, Amalia también se esforzó para reconciliar a sus dos yernos, Alejandro y Gustavo. En 1803, recibió a Federica y Gustavo en Baden, durante la cual se decía que tuvo la oportunidad de influir en su yerno, mostrándose respetuosa, amable y divertida, mostrando un gran interés en la política y coincidiendo con sus opiniones.
De ella se decía: "la margravina de Baden podría tener un deseo de poder y habilidad superior a la de Catalina II". Amalia, hostil a Napoleón, intentó en un primer momento evitar el matrimonio de su hijo con una sobrina de Bonaparte, y más tarde con Estefanía, que era su hija adoptiva. Ella no estaba en buenos términos ni con su nueva nuera, e incluso con la segunda esposa de su padre, Luisa de Hochberg, lo que le indujo a trasladarse al Castillo de Bruchsal, que desde 1803 se había convertido en propiedad de la Casa de Zähringen. Napoleón le concedió la antigua residencia del príncipe-obispo de Espira, situada en Bruchsal y atribuido a Baden en 1803, como su casa de viuda. Además, Amalia obtuvo un infantazgo anual de 120 000 florines. Se quedó en su sede de verano, el Castillo de Rohrbach, en Heidelberg, que le había sido donado por su yerno, Maximiliano I de Baviera. Allí recibió las visitas del zar Alejandro I, que era otro de sus yernos, del emperador Francisco I de Austria, y de Johann Wolfgang von Goethe. 
En 1807, Amalia envió a su hija, la reina Federica de Suecia, una carta de su segunda hija, la emperatriz de Rusia, en un intento de convencer a Federica de usar su influencia para persuadir a su esposo de que buscara la paz entre Suecia y Napoleón, pero no tuvo éxito.  
En 1809, recibió a su hija Federica y su familia tras la deposición de su yerno del trono sueco. En 1811, trató de persuadir a Gustavo Adolfo de no divorciarse de Federica, pero cuando se hizo evidente que se trataba de la única posibilidad, dispuso la independencia económica de su hija y la custodia de sus nietos. En 1815, su nieto Gustavo Gustavsson de Vasa, se declaró príncipe de Suecia en un anuncio de la corte de Baden, lo que provocó protestas por parte de Jean Baptiste Bernadotte, quien creía que había sido instigado por Amalia, ya que tenía una reputación de intrigante, en un intento de asegurar un trono para su nieto. En el Congreso de Viena en 1815, Amalia, por su fuerte influencia sobre su yerno el zar Alejandro I, contribuyó al hecho de que Baden se les permitió permanecer como un Gran Ducado, sin pérdida de territorio, y de hecho manteniendo adquisiciones conseguidas durante la era napoleónica.